# Faucons de la liberté du Kurdistan
Les Faucons de la liberté du Kurdistan (en kurde : Teyrênbazê Azadiya Kurdistan (TAK), en turc : Kürdistan Özgürlük Şahinleri) est une organisation indépendantiste kurde, terroriste, fondée en 2004. Ce groupe est issu d'une dissidence du PKK.

## Organisation
Selon les médias turcs, Bahoz Erdal serait le chef de l'organisation, qui compterait des « dizaines » de membres. Toutefois, le Parti des travailleurs du Kurdistan dément avoir un quelconque lien organique avec les TAK.

## Actions
Dissidents du PKK, qu'ils jugent « trop humaniste », les TAK sont considérés comme un groupe terroriste par le gouvernement de la Turquie et celui des États-Unis d'Amérique, ainsi que l'Union européenne et depuis 2004 responsable de différentes attaques, dont l'attaque au mortier le 23 décembre 2015 de l'aéroport Sabiha Gokcen d’Istanbul qui a tué une femme et endommagé cinq avions.
L'attentat de février 2016 à Ankara est revendiqué par le groupe. Les TAK ont déclaré agir en réponse à l'attaque de Cizre par les forces armées turques ayant fait plus de 150 morts, dont des brûlés vifs et des décapités d'après le HDP, rendant les autopsies impossibles. Le gouvernement turc accuse de son côté les Kurdes de Syrie, tandis que ces derniers accusent l'État islamique pour cette attaque[réf. nécessaire]. Les TAK revendiquent également l'attentat de mars 2016 à Ankara, ainsi que l'attentat-suicide contre la Mosquée de Bursa le 27 avril 2016.
Les TAK ciblent aussi le tourisme, importante manne financière pour la Turquie. Dans un communiqué le groupe déclare notamment « Le tourisme est une cible majeure que nous voulons détruire. Nous conseillons aux touristes étrangers et turcs de ne pas aller dans les zones touristiques en Turquie. (...) Nous ne serons pas responsables de ceux qui mourront dans les attaques qui viseront ces sites ».
Selon Sinan Ülgen, président du Center for Economics and Foreign Policy, « Le PKK utilise le TAK pour les actions lourdes, celles parfois contre des civils. Des actions qui pourraient affecter son image et ses relations à l'international ».
Les TAK disposeraient aussi d'une « cyber armée », chargée de pirater les sites de propagande de l'Etat turc.